# End of a Century
"End of a Century" é uma canção composta por Damon Albarn, Graham Coxon, Alex James e Dave Rowntree, gravada pela banda Blur. É o quarto single do terceiro álbum de estúdio lançado a 25 de Abril de 1994, Parklife.

## Posição nas paradas musicais
| Parada (1994–1995)                  | Melhor posição |
| ----------------------------------- | -------------- |
| Bélgica (Ultratop 50 de Flandres)   | 49             |
| Europa (Eurochart Hot 100)          | 69             |
| Islândia (Íslenski Listinn Topp 40) | 2              |
| Escócia (Scottish Singles Chart)    | 18             |
| Reino Unido (UK Singles Chart)      | 19             |

| Parada (1995)                       | Posição |
| ----------------------------------- | ------- |
| Islândia (Íslenski Listinn Topp 40) | 29      |